# Daphney Hlomuka
Daphney Hlomuka-Ngubane (Durban, 1949 – Johannesburgo, 1 de octubre de 2008) fue una actriz sudafricana de televisión, cine, radio y teatro. En la pantalla pequeña fue quizás más conocida por el público por su papel de MaMkhize (Sra. Mhlongo) en la serie dramática de televisión, Hlala Kwabafileyo y como Sis May en la comedia, S'gudi S'naysi, junto a Joe Mafela.

## Biografía
Daphney Hlomuka nació en 1949 en Durban, en lo que entonces era la Unión Sudafricana, pero se crio en la localidad de KwaMashu, un municipio a 12 kilómetros al norte de Durban, durante el periodo conocido como apartheid.
Comenzó a actuar en el teatro de Durban en 1968 donde se la consideraba la protegida del dramaturgo Welcome Msomi. Sus primeros créditos teatrales incluyeron actuaciones en dos de las producciones teatrales de Msomi: Qombeni y Umabatha, está última fue una adaptación en zulú del Macbeth de William Shakespeare. Especialmente Umabatha se convirtió en una de las obras más famosas de Msomu. Hlomuka, también trabajó en varias obras de radio en idioma zulú en el ínterin entre Qombeni y Umabatha.
Dejó su Sudáfrica natal brevemente durante la década de 1970 para hacer una gira con el elenco de Ipi Tombi en Europa. Ipi Tombi es un musical de 1974, de los autores sudafricanos Bertha Egnos Godfrey y su hija Gail Lakier, que cuenta la historia de un joven negro que deja su pueblo y su joven esposa para trabajar en las minas de Johannesburgo. El espectáculo, originalmente llamado The Warrior, utiliza pastiches de una variedad de estilos musicales indígenas de Sudáfrica. Disfrutó del éxito en Sudáfrica y Nigeria, y realizó giras por Europa, Estados Unidos, Canadá y Australia. Durante las décadas de 1960 y 1970, los papeles en la pantalla o en el escenario para los actores negros en Sudáfrica a menudo eran difíciles de encontrar debido al apartheid. Por lo que Hlomuka aparecía a menudo fuera de la pantalla como actriz de radio en varias series dramáticas zulúes muy populares en aquella época.
Participó en numerosas películas y programas de televisión en las décadas de 1980, 1990 y 2000. Fue durante la década de 1980 cuando adquirió cierta celebridad, gracias a sus papeles en la televisión sudafricana. Destaca su interpretación del papel de MaMhlongo en la serie Hlala Kwabafileyo. Su personaje, era la esposa y viuda de un rico magnate. Hasta el día de hoy en Sudáfrica, la palabra MaMgobhozi, que se originó en la serie y el personaje de Ruth Cele, describe los hábitos de chismes y cotilleos atribuidos a las mujeres, y en la sitcom S'gudi S'naysi (que significa que es bueno es hermoso) producida entre 1986 y 1993 por Penguin Films para el canal TV2 (actualmente SABC 2) y para el canal CCV-TV. En esta comedia le da la réplica al conocido actor Joe Mafela que hace el papel del inquilino del personaje interpretado por Daphney Hlomuka.
Apareció en la película de 1995, Soweto Green como una criada y ama de llaves llamada Tryphina, junto al actor John Kani. También interpretó a la reina Ntombazi en la miniserie de televisión sudafricana de 1986, Shaka Zulu. También protagonizó la serie Gugu no Andile del canal de televisión sudafricano de servicio público SABC 1 como su tía. También apareció en la serie de televisión de 1996, Tarzan: The Epic Adventures.
Sus papeles más recientes incluyen Rhythm City, así como la controvertida adaptación en idioma nguni de la tragedia romántica de Shakespeare, Romeo y Julieta.
Daphney Hlomuka murió de cáncer de riñón en el Hospital Charlotte Maxeke de Johannesburgo el 1 de octubre de 2008 a la edad de 59 años.